# Caperonia castaneifolia
Caperonia castaneifolia är en törelväxtart som först beskrevs av Carl von Linné, och fick sitt nu gällande namn av A.St.-hil.. Caperonia castaneifolia ingår i släktet Caperonia och familjen törelväxter. Inga underarter finns listade i Catalogue of Life.